# Raddaus
Raddaus is een geslacht van kreeftachtigen uit de klasse van de Malacostraca (hogere kreeftachtigen).

## Soorten
- Raddaus bocourti (A. Milne-Edwards, 1866)
- Raddaus mertensi (Bott, 1956)
- Raddaus orestrius (Smalley, 1965)
- Raddaus tuberculatus (Rathbun, 1897)